# 曾西元
曾西元（?—?），又名闻鹦，字汝鸣，号尚轩，福建德化县浔中科荣人，清朝政治人物。

## 生平
乾隆三年，鄉試中舉；乾隆七年，以明通选建宁教谕。乾隆二十二年（1757年），中丁丑科进士。任陕西紫阳县知县，后积劳卒于官。